# Glukan endo-1,3-alfa-glukozidaza
Glukan endo-1,3-alfa-glukozidaza (EC 3.2.1.59, endo-1,3-alfa-glukanaza, mutanaza, endo-(1->3)-alfa-glukanaza, kariogenaza, kariogenanaza, endo-1,3-alfa-D-glukanaza, 1,3(1,3, 1,4)-alfa-D-glukan 3-glukanohidrolaza) je enzim sa sistematskim imenom 3-alfa-D-glukan 3-glukanohidrolaza. Ovaj enzim katalizuje sledeću hemijsku reakciju
Endohidroliza (1->3)-alfa-D-glukozidnih veza izolihenina, pseudonigerana i nigerana
Produkti iz pseudonigerana (1,3-alfa--glukana) su nigeroza i alfa-D-glukoza.

## Literatura
- Nicholas C. Price; Lewis Stevens (1999). Fundamentals of Enzymology: The Cell and Molecular Biology of Catalytic Proteins (Third изд.). USA: Oxford University Press. ISBN 019850229X.
- Eric J. Toone (2006). Advances in Enzymology and Related Areas of Molecular Biology, Protein Evolution (Volume 75 изд.). Wiley-Interscience. ISBN 0471205036.
- Branden C; Tooze J. Introduction to Protein Structure. New York, NY: Garland Publishing. ISBN 0-8153-2305-0.
- Irwin H. Segel. Enzyme Kinetics: Behavior and Analysis of Rapid Equilibrium and Steady-State Enzyme Systems (Book 44 изд.). Wiley Classics Library. ISBN 0471303097.

## Spoljašnje veze
- Glucan+endo-1,3-alpha-glucosidase на 